# Mepiprazol
Mepiprazol ou mepripazole (DCI; nome comercial: Psigodal) é um medicamento ansiolítico, do grupo das fenilpiperazinas, que possui propriedades antidepressivas e é comercializado na Espanha. Atua como antagonista dos receptores 5-HT2A e α1-adrenérgicos e inibe a recaptação ao mesmo tempo que atua na liberação de serotonina, dopamina e norepinefrina., Por conta do perfil farmacológico, o mepiprazol é classificado como um antagonista e inibidor de recaptação de serotonina (AIRS).
Ensaios clínicos controlados avaliaram a eficácia do mepiprazol no tratamento da síndrome do cólon irritável (SCI), e sugerem que a droga pode exercer efeitos benéficos no alívio dos sintomas desta síndromes em algumas pessoas, mas não há evidências científicas robustas para apoiar os resultados.
Da mesma forma que outras fenilpiperazinas, como trazodona, nefazodona e etoperidona são metabolizados, o mepiprazol é convertido em meta-clorofenilpiperazina (mCPP), que é um metabólito ativo e exerce influência nos efeitos do mepiprazol.